# Vito Antonio Di Cagno
Vito Antonio Di Cagno (Bari, 30 marzo 1897 – Bari, settembre 1977) è stato un imprenditore e politico italiano.

## Biografia
Sindaco di Bari dal 1946 al 1952 per la Democrazia Cristiana, dal 1956 fu presidente della SME e dal 1961 di Finelettrica. Presidente dell'Enel dal 1963 al 1973, nel 1967 fu insignito del titolo di cavaliere del Lavoro.